# Valtellina (vin)
Le valtellina est un vin italien, produit dans la région des Lombardie.

## Vignoble

### Présentation
Une production connue est le vin nommé Veltliner. Les vignes poussent depuis des siècles, principalement dans les grands vignobles de la vallée moyenne et inférieure où le cépage porte le même nom. Il s'agit de vins (principalement rouges, mais aussi rosés ou blancs) de très bonne qualité, dont les caractéristiques sont diverses tant au niveau alcoolique qu'organoleptique (par exemple les variétés Inferno, Sforzato, Grumello, Montagna, etc.) 
En dehors de la consommation locale, ces vins sont principalement exportés vers la Suisse, et ils constituent encore aujourd'hui dans les Grisons quasiment une boisson nationale servie à l'occasion des différentes festivités.

### Types de vins, gastronomie et températures de service
Ces vins accompagnent au mieux les spécialités de la région, telles la viande séchée (viande des Grisons), le stufato à la pavesane, la polenta, la bresaola, la saucisse, le lard, le salami, la mortadelle, qui sont également des spécialités de la Valteline fort appréciées.